# Jake Sisko
Jake Sisko is een personage uit het Star Trekuniversum, uit de televisieserie Star Trek: Deep Space Nine. Hij is de zoon van Benjamin Sisko, de commandant van het ruimtestation Deep Space 9.

## Eerste jaren
Jake werd geboren in 2355. Zijn vader Benjamin Sisko en zijn moeder Jennifer Sisko werkten allebei aan boord van de USS Saratoga NCC-31911, die werd vernietigd tijdens de Borg-aanval op de Federatie bij Wolf 359 in 2366. Hierbij kwam Jennifer om het leven. Benjamin en Jake konden ontsnappen met een reddingscapsule.
Jake verhuisde met zijn vader mee naar de Utopia Planitia-ruimtewerven en enkele jaren later naar het ruimtestation Deep Space 9.

## Deep Space 9
Hij had het op het ruimtestation niet erg naar zijn zin, maar nadat hij bevriend raakte met de Ferengi Nog ging het beter. Zowel Jake als Nog waren erg leergierig en hun kennis kwam vaak goed van pas bij de avonturen die ze op het ruimtestation en in de ruimte beleefden. Jake had in 2370 zijn eerste afspraakje, met de Bajoraanse Laira. Nadat deze relatie was geëindigd, ging hij een tijdje uit met het eveneens Bajoraanse Dabo-meisje Mardah, en weer wat later ging hij met Leanne, zijn eerste menselijke vriendin. In 2372 verbleef hij een tijdje op Aarde, waar hij zijn opa Joseph Sisko ontmoette.
Tijdens de oorlog met de Dominion bleef Jake achter op het bezette ruimtestation Deep Space 9 door hier als oorlogsverslaggever te werken, maar uiteindelijk vormde hij met majoor Kyra en Rom een verzetsgroep. Met de hulp van onder andere Odo werd het station heroverd.
Na de dood van Jadzia Dax en het verlies van het Bajoraanse wormgat keerde Jake met zijn vader terug naar de Aarde, waar ze bij Joseph Sisko gingen wonen. Nadat er een (mislukte) aanslag op zijn vader werd gepleegd, gingen ze weer terug naar Bajor om het wormgat te heropenen en de profeten te bevrijden.